# Auf der Bever
Auf der Bever ist ein Ortsteil von Halver im Märkischen Kreis im Regierungsbezirk Arnsberg in Nordrhein-Westfalen (Deutschland).

## Lage und Beschreibung
Auf der Bever liegt im westlichen Halver an der Stadtgrenze zu Radevormwald und Wipperfürth. Nachbarorte sind In den Eicken, Radevormwald-Obergraben, Radevormwald-Untergraben, Wipperfürth-Schwelmersiepen, Wipperfürth-Kahlenberg, Büchenbaum, Hohenplanken und Schwenke. Der Ort ist über eine Nebenstraße aus Schwenke erreichbar, die weiter zu Radevormwalder Ortschaften führt. In Auf der Bever entspringt in einem Quellteich die Bever, ein Nebenfluss der Wupper, der in der Bevertalsperre gestaut wird.
In dem Ort liegt das Gemeindehaus einer freien evangelischen Gemeinde.

## Geschichte
Auf der Bever wurde erstmals 900 und 1050 urkundlich erwähnt, die Entstehungszeit der Siedlung wird aber für den Zeitraum zwischen 600 und 700 in der Zeit der zweiten sächsischen Landnahme vermutet. Somit ist Auf der Bever eine der frühen Siedlungen in Halver.
Spätestens seit dem Frühmittelalter (nach anderen Angaben seit vorgeschichtlicher Zeit) verlief an Auf der Bever eine wichtige Altstraße von Wipperfürth nach Breckerfeld vorbei.
Um 1500 ist durch Urkunden belegt, dass zwei Höfe In der Bever dem bergischen Amt Beyenburg abgabenpflichtig war. Die Gerichtsbarkeit des Hofs unterstand einem extra für die bergischen Höfe im ansonsten märkisch beherrschten Kirchspiel Halver bestellten bergischen Richter, was häufig zu Streit mit dem für das Kirchspiel eigentlich zuständigen märkischen Gografen führte.
1818 lebten 36 Einwohner im Ort. Laut der Ortschafts- und Entfernungs-Tabelle des Regierungs-Bezirks Arnsberg wurde Auf der Bever unter dem Namen Bever als Hof kategorisiert und besaß 1838 eine Einwohnerzahl von 35, davon elf katholischen und 24 evangelischen Glaubens. Der Ort gehörte zu dieser Zeit der Eickhöfer Bauerschaft innerhalb der Bürgermeisterei Halver an und besaß sechs Wohnhäuser und drei landwirtschaftliche Gebäude.
Das Gemeindelexikon für die Provinz Westfalen von 1887 gibt eine Zahl von sechs Einwohnern an, die in einem Wohnhaus lebten.

## Wanderwege
Der Halveraner Rundweg mit dem Wegzeichen H im Kreis durchquert den Ort.